# Jonathan Coy
Jonathan Coy (Hammersmith, 24 april 1953) is een Brits acteur.
Coy is sinds 1975 actief, en werkt voornamelijk voor televisie. In Nederland en België is hij bekend geworden met series als Rumpole en Hornblower. Ook speelde hij in Brideshead Revisited, en talloze andere series als A Touch of Frost, Coronation Street, Judge John Deed en Inspector Morse. Daarnaast is hij te zien als de familie-advocaat George Murray in de televisieserie Downton Abbey, en de erop volgende film Downton Abbey: A New Era.
Hij speelde in 2025 de rol van Uncle Sordo in het tweede seizoen van de televisieserie Andor binnen het Star Wars-universum.